# María de Zayas

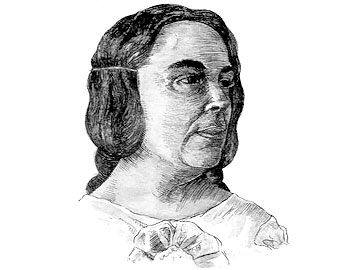
María de Zayas

María de Zayas y Sotomayor (Madrid, ca. 1590 – na 1647) was een Spaanse schrijver van poëzie, toneel en verhalen. Vooral met haar raamvertellingen Novelas amorosas y ejemplares (1637) en Desengaños amorosos (1647) kende ze succes. Omdat ze daarin een vrouwelijk perspectief innam, de normen van haar tijd in vraag stelde en de intellectuele capaciteiten van vrouwen verdedigde, is ze vanaf de jaren '70 herontdekt door het feminisme. Ze wordt gerekend tot de barokliteratuur van de Spaanse Gouden Eeuw.

## Leven
Over het leven van Zayas is weinig bekend, mee door de grote verspreiding van de naam die ze droeg. Er wordt aangenomen dat ze een dochter was van de infanteriekapitein Fernando de Zayas y Sotomayor (1566), in welk geval ze gedoopt is op 12 september 1590. Men weet niet of ze getrouwd was en hoe ze is opgeleid. Vermoedelijk was ze in grote mate autodidact.
Zelf schreef ze dat ze haar kantwerk opzij legde van zodra ze een boek in handen kreeg. Haar werk getuigt van een aristocratisch milieu. Het werd geprezen en ondersteund door voorname schrijvers als Lope de Vega en Juan Pérez de Montalbán.

## Werk
Tussen 1621 en 1639 publiceerde Zayas diverse lofdichten op schrijvers van haar tijd. Haar toneelwerk is niet bij leven gepubliceerd en slecht bewaard. Het handschrift van haar komedie La traición en la amistad ('Verraad in de vriendschap') werd in 1905 in druk gebracht door toedoen van M. Serrano y Sanz. Het is dus vooral met twee bundels van tien novellen dat Zayas haar literaire reputatie vestigde. De structuur was gelijkaardig aan de Decamerone van Giovanni Boccaccio en ook Cervantes' Novelas ejemplares waren een invloed. Onder de regie van de aristocratische hoofdpersoon Lisis vertellen de verhalen over wat in de toenmalige patriarchale cultuur van eer casos de honra werd genoemd (erezaken): verkrachtingen, overspel, verbroken huwelijksbeloften, heimelijke echtverbintenissen, onteerde meisjes, enz.
Onder de soms gruwelijke intriges liet Zayas zien hoe de eer van vrouwen gedicteerd werd door mannen en hun belangen diende. Het zijn exempelen die door hun vrouwelijk perspectief de maatschappelijke norm in vraag stelden als partijdig. Een centraal thema was dat het vrouwelijk verlangen werd veroordeeld door degenen die het aanwakkerden om er vluchtig profijt uit te halen. Ze wilde de mannen hun misbruik doen beseffen en de ogen van de vrouwen openen, maar gaf soms blijk van fatalisme. Een andere stellingname was de intellectuele emancipatie van vrouwen. Als het hen aan geleerdheid ontbrak, was dat niet door mindere capaciteiten: geef ze toegang tot boeken en leraars, en ze zullen net zo goed leerstoelen bekleden.
Ook in het buitenland vonden Zayas' novellen weerklank. In de 17e eeuw werden ze diverse keren vertaald in het Frans. Via de bewerkingen van Paul Scarron leverden ze inspiratie aan Molière en Beaumarchais. De Duitse romantiek bracht een nieuwe vertaling door Sophie Mereau en Clemens Brentano (1802-1804), wat wellicht het theaterwerk van Heinrich von Kleist beïnvloedde. Ook in Spanje bleven Zayas' novellen onder de aandacht, tot ze van de 19e eeuw tot ver in de 20e eeuw niet langer geschikt werden geacht.

## Publicaties
- Novelas amorosas y ejemplares (1637)
- Parte segunda del sarao y entretenimiento honesto (1647)
- La traición en la amistad. Comedia (1905)

## Nederlandse vertalingen en bewerkingen
- De verliefde en niet minder treurige als ook vermakelyke gevallen, Amsterdam, Bouman, 1731
- De onverwachte weddingschap, Haarlem, J. van Walré en comp., 1791 (vertaling van een blijspel van Michel-Jean Sedaine naar een novelle van Zayas)

## Uitgaven
- Maria de Zayas und Sotomayor, Die lehrreichen Erzählungen und Liebesgeschichten, trad. Clemens Brentano, 1918
- Obra narrativa completa. Novelas amorosas y ejemplares. Desengaños amorosos, ed. E. Ruiz- Gálvez, 2001. ISBN 9788489794399
- María de Zayas y Sotomayor, Exemplary Tales of Love and Tales of Disillusion, ed. trad. Margaret R. Greer en Elizabeth Rhodes, 2009. ISBN 9780226768649
- María de Zayas y Sotomayor, Nouvelles amoureuses et exemplaires, trad. Anne-Gaëlle Costa-Pascal, 2013. ISBN 9782842423063

## Voetnoten
1. ↑  Spanische und Italienische Novellen. Die lehrreichen Erzählungen und Liebesgeschichten der Donna Maria de Zayas und Sotomayor

- Bibsys: 90563203
- Biblioteca Nacional de España: XX913942
- Bibliothèque nationale de France: cb119878263 (data)
- Catàleg d'autoritats de noms i títols de Catalunya: 981058528301006706
- CiNii: DA04924715
- Gemeinsame Normdatei: 118643509
- International Standard Name Identifier: 0000 0001 1803 8929
- Library of Congress Control Number: n81007119
- Nationale Bibliotheek van Letland: 000057659
- Nationale Bibliotheek van Tsjechië: mzk2009511785
- Nationale bibliotheek van Australië: 35431092
- Nationale Bibliotheek van Israël: 987007271874505171
- Nederlandse Thesaurus van Auteursnamen: 071500669
- LIBRIS: 310621
- Système universitaire de documentation: 027944174
- Trove: 950329
- Virtual International Authority File: 17232104
- WorldCat: E39PBJrcpdw3VjMWmjXWjxWhpP